# ルクレMYFC
ルクレMYFC（ルクレマイエフシー、英語: lecre MYFC）は主に静岡県藤枝市をホームタウンし、東海女子リーグに所属している女子サッカーチーム。また、Jリーグ・藤枝MYFCのレディースチームである。

## 概要
Jリーグに所属している藤枝MYFCのレディースチームとして2013年に創設された。2014年に静岡県中西部女子リーグに参入した。

## 歴史

### 静岡県中西部女子リーグ
2014年にリーグへ参入。参入して1年目にしてリーグ優勝を飾った。

### 静岡県女子リーグ
2015年に静岡県女子リーグ2部に昇格を果たす。
2016年に1部に昇格。リーグ優勝を飾った。

### 東海女子サッカーリーグ
2017年に東海女子サッカーリーグ2部に昇格した。
2019年にリーグ最終順位を2位で終え、常葉大学附属橘高等学校との入れ替え戦を行い、勝利した。
2020年から1部に所属している。

## 選手・コーチングスタッフ

### 2024年

#### スタッフ
| 役職   | 氏名       | 生年月日(年齢)         | 前職                              | 備考     |
| ------ | ---------- | ---------------------- | --------------------------------- | -------- |
| 監督   | 瀧利明     | 1954年10月13日（70歳） | 焼津中央高等学校サッカー部 コーチ |          |
| コーチ | 長谷川舞   | 1994年5月27日（30歳）  | 豊田レディース選手                |          |
| コーチ | 柄谷典宏   |                        |                                   |          |
| コーチ | 成島梓     |                        |                                   | 選手兼任 |
| コーチ | 宮下みのり |                        |                                   | 選手兼任 |

#### 選手
| POS | No | 名前       | 生年月日(年齢)         | 前所属                           | 備考     |
| --- | -- | ---------- | ---------------------- | -------------------------------- | -------- |
| GK  | 1  | 築山七海   | 1998年6月5日（26歳）   | 北陸大学                         |          |
| GK  | 21 | 木下菜摘   | 2001年3月19日（23歳）  | 朝日インテック・ラブリッジ名古屋 |          |
| GK  | 31 | 池谷琉奈   | 2003年10月22日（21歳） | 藤枝順心高等学校                 | FWも兼任 |
| DF  | 4  | 佐々木凛   | 2003年3月22日（21歳）  | Japanサッカーカレッジ高等部      |          |
| DF  | 5  | 大石寧々   | 2004年8月26日（20歳）  | 東海大翔洋高等学校               |          |
| DF  | 6  | 岡部唯花   | 1996年6月29日（28歳）  | 仙台大学                         |          |
| DF  | 19 | 白井由香   | 1998年8月9日（26歳）   | 愛知東邦大学                     |          |
| MF  | 13 | 駒形玲奈   | 1998年5月15日（26歳）  | 桐陽高等学校                     |          |
| MF  | 14 | 東原彩帆   | 1997年10月4日（27歳）  | 大阪体育大学                     |          |
| MF  | 16 | 林美希     | 2004年7月29日（20歳）  | 藤枝順心高等学校                 |          |
| MF  | 17 | 濱野こゆき | 2004年11月11日（20歳） | 藤枝順心高等学校                 |          |
| MF  | 18 | 濱田佳穂   | 1996年10月20日（28歳） | MITO EIKO FC 茨城 レディース     |          |
| FW  | 8  | 神尾彩乃   | 1997年3月4日（28歳）   | 和泉テクノFC                     |          |
| FW  | 9  | 菅原怜菜   | 1998年10月13日（26歳） | 仙台大学                         |          |
| FW  | 11 | 打桐菜海   | 2004年7月24日（20歳）  | 磐田東高等学校                   |          |
| FW  | 20 | 松枝千夏   | 1998年7月16日（26歳）  | 愛知東邦大学                     |          |
| FW  | 23 | 金子明香里 | 2001年6月25日（23歳）  | 磐田東高等学校                   |          |